# 切斯特鎮區 (印地安納州沃巴什縣)
切斯特鎮區（英語：Chester Township）是位於美國印地安納州沃巴什縣的一個行政鎮區。

## 地方資料
根據2010年美國人口普查的數據，切斯特鎮區的面積為169.00平方千米，當中陸地面積為168.40平方千米，而水域面積為0.60平方千米。當地共有人口8009人，而人口密度為每平方千米47.39人。